# エンリケ2世 (カスティーリャ王)
エンリケ2世（スペイン語: Enrique II、1334年1月13日 - 1379年5月29日）はカスティーリャ王国トラスタマラ王朝の初代国王（在位：1369年 - 1379年）。即位するにあたって協力した貴族・聖職者に多くの領地を与えたため「恩寵王」と、また出自から「庶子王」と呼ばれる。アルフォンソ11世とその愛妾レオノール・デ・グスマンの子。同母弟妹にファドリケ、テリョ、サンチョ、フアナがいる。現在のスペインでは彼に殺されたカスティーリャ王ペドロ1世の再評価に伴い不人気だという。

## 生涯
長男であったが庶子だったため、王位継承者からは除外され、トラスタマラ伯の養子に出されていた。1351年、父が死去して異母弟で正式な嫡男であったペドロ1世（残酷王あるいは正義王）が即位すると、王位を奪われることを恐れたペドロ1世とその生母によって自身の生母は殺され、自分自身も命を狙われてしまう。このため翌年、フランスやアラゴン王国の支援のもと、ペドロ1世に対して反乱を起こした。ペドロ1世にはエドワード黒太子を中心としたイングランドが支援したため内乱は長期化する。1366年、大軍を率いてカラオラに到達し国王となることを宣言。貴族・僧侶に多額の金銭や領土を与え、国内勢力を次々に味方につける。これは「エンリケの恩寵」と呼ばれている。ナヘラの戦いでペドロ1世とイングランドの軍に敗れるなど、一時は黒太子に追いつめられたこともあったが、1369年にモンティエルの戦いでペドロ1世の軍勢を破り、ペドロ1世を敗死させ（一説にはその手で刺殺し）、王として正式に即位した。
内戦の際にフランスの支援を受けたことから、百年戦争ではフランスを支援して1372年にはラ・ロシェルの海戦でイングランド海軍と戦い、これに大勝している。また、アラゴン王国とも婚姻関係を結んでその親睦を深めるなど、後のスペイン王国誕生の基礎を築き上げた。また、セゴビアのアルカサル（王城）を改築。現在は世界遺産となっている。1379年5月29日にペドロ1世を慕うランゴヴァンという騎士に殺された。その時に首をランゴヴァンの仲間に切られ、行方不明となった。

## 評価

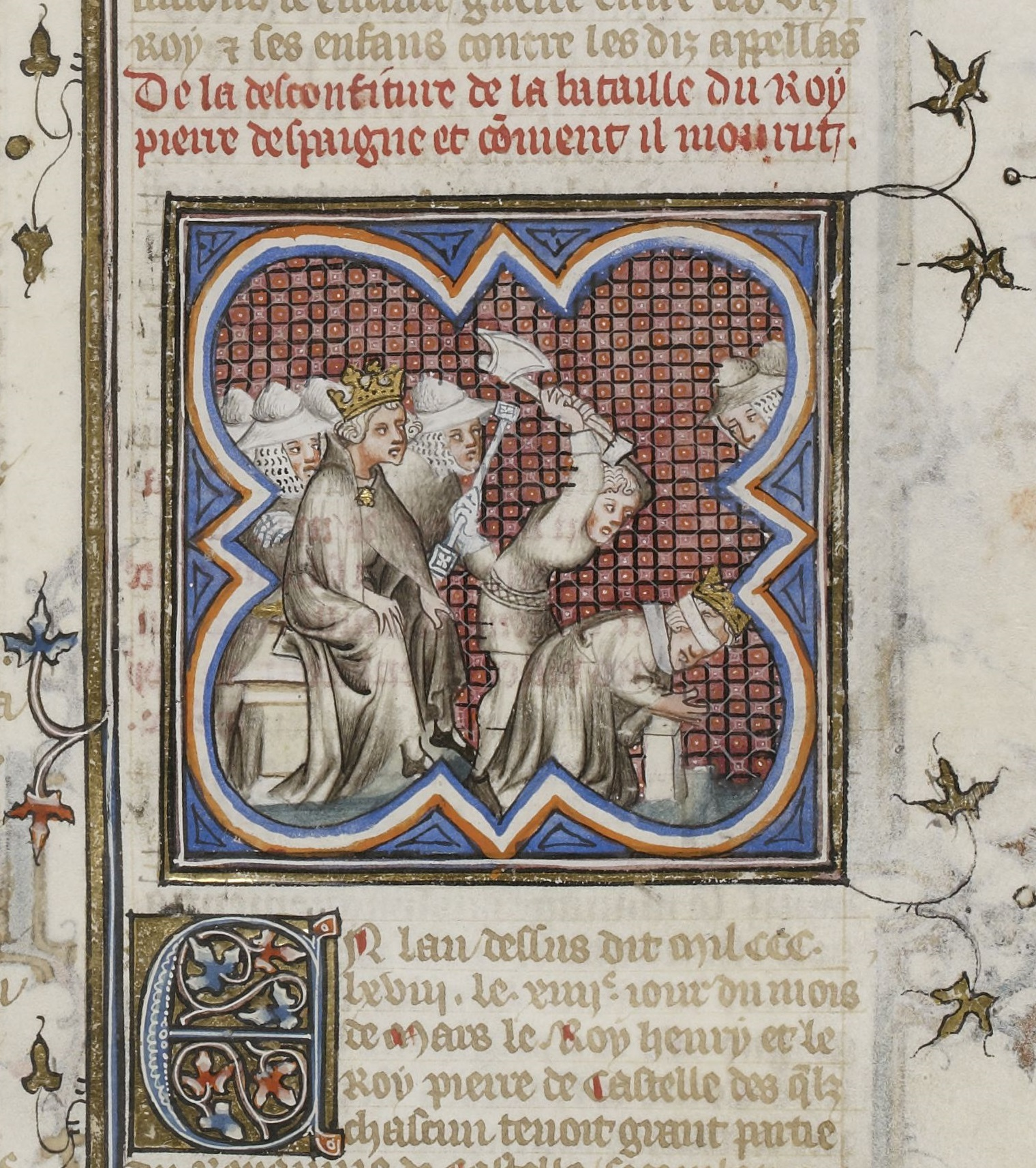
処刑されるペドロ1世とそれに見入るエンリケ

協力した貴族・聖職者に多くの領地を与えたが、結果国内の貴族勢力が増大した。また王位を簒奪したが故に自己を正当化する必要があり、ペドロ1世は記録を残す聖職者とは不仲だったこともあって、同時代の記録では贔屓目に見られていると考えられる。

## 子女
ビリェーナ伯フアン・マヌエルの娘フアナ・マヌエルと結婚し、以下の子女をもうけた。
- フアン1世 - カスティーリャ王
- レオノール - ナバラ王カルロス3世と結婚

他に多くの庶子をもうけた。

## エンリケ2世が登場する作品
- 漫画：青池保子作『アルカサル-王城-』 - ペドロ1世が主人公のため、エンリケ2世は嫉妬深く冷酷で利己的な、王位簒奪を狙う徹底した悪役として描かれている。